# Trucks – Out of Control
Trucks – Out of Control (Originaltitel: Trucks) ist ein Film basierend auf Büchern von Stephen King aus dem Jahr 1997. Regie bei diesem Werk führte Chris Thomson. Die Geschichte des Films basiert auf einer Kurzgeschichte mit dem Titel Trucks, welche in drei Büchern von Stephen King veröffentlicht wurde: Katzenauge (1976), Trucks (1976) und Nachtschicht (1978). Die Produktion ist zugleich eine Neuverfilmung von Rhea M – Es begann ohne Warnung (1986).

## Handlung
Schauplatz ist eine friedliche Kleinstadt in Nevada, in der eines Tages Lkw und Sattelzugmaschinen auf seltsame Weise zu eigenem Leben erwachen. Ray und sein Sohn kommen in der Stadt an, möchten eine Pause einlegen und in einem Diner etwas essen. Derweil verliert ein Fahrer in der Nähe des Lokals die Kontrolle über seinen Kühlsattelzug, das Fahrzeug bleibt ohne sein Zutun stehen. Er steigt aus, um sich das vermeintliche Problem anzusehen. Dabei öffnet er die Hecktüren des Aufliegers, woraufhin dieser ihn im Laderaum einschließt. Ray trifft am Gelände des Diners den Hippie Jack, eine Frau namens Hope und einen weiteren Mann mit seiner Tochter. Zusammen versuchen sie einen alten „leblosen“ Chevy-Truck aus dem Weg zu schaffen, als der vorher liegengebliebene Kühllaster sie mit hoher Geschwindigkeit versucht zu überfahren. Die Gruppe flüchtet in das Restaurant, wo sie durch die Fenster beobachten, wie immer mehr und mehr der selbstständigen Lkw sich um das Gebäude scharen. Zwei Arbeiter der Firma Hazmat sind zur selben Zeit unterwegs, um aus einem verunfallten Gefahrguttank-Sattelzug, der gegen ein Trafohaus gestoßen ist, ausgelaufene chemische Elemente zu binden. Sie werden bei der Anfahrt von ihrem Lieferwagen getötet. Im Diner kommt die Gruppe auf die Idee, die aufgebrachten Lkw durch nachtanken zu beruhigen. Als die Nacht hereinbricht, wollen sie damit beginnen, doch Ray, sein Sohn und Hope entscheiden sich, heimlich zu verschwinden. George, der Koch des Diners versucht die unheimlichen Lkw zu erschießen, wird aber vom immer noch herumfahrenden Kühlfahrzeug getötet, welches im Anschluss in das Diner kracht und explodiert. Ein paar Stunden später kann die kleine Gruppe um Ray in der Entfernung einen Hubschrauber ausmachen, auf dem Weg dorthin werden sie erneut von dem mittlerweile schwerst beschädigten Kühler-Lkw angegriffen, der jedoch beim Versuch in einen See stürzt und untergeht. Endlich am Helikopter angekommen, klettern sie hinein, der Hubschrauber hebt ab, nur müssen die vier feststellen, dass der Pilotensitz unbesetzt ist.

## Produktion
Die Dreharbeiten wurden am 22. August 1997 abgeschlossen und fanden in Gunton und Winnipeg, Manitoba statt.

## Kritik
Der Filmdienst urteile, der Film sei „[e]ine schlampige Aneinanderreihung schlecht geschnittener Szenen, die mehr auf Blut und Brutalitäten setzt und filmische Finesse gänzlich vermissen“ lasse.